# Manolo Sánchez (matador)
Pour les articles homonymes, voir Sánchez et Manuel Sánchez.
Juan Manuel Sánchez Moro dit Manolo Sánchez est un matador espagnol né le 10 juillet 1971 à Valladolid (Espagne, communauté autonome de Castille-et-León).

## Biographie
Torero élégant et classique, Manolo Sánchez était parti pour être le grand rival d'Enrique Ponce avec qui il a beaucoup toréé. Mais, par manque de chance, il est devenu un torero de deuxième zone. Ses triomphes sont cependant fréquents dans la communauté de Castille-et-León où il distille son toreo posé et très templé.

## Carrière
- Débuts en novillada sans picadors : 5 juin 1988
- Débuts en novillada avec picadors : 19 août 1988 à Sigüenza (Espagne) en compagnie de Ramón Escudero et Enrique Ponce. Novillos de Hermanos Mulero.
- Présentation à Madrid : 20 juin 1991 en compagnie de Joselito Vega et José Luis Peralta. Novillo « Saltador », castaño chorreado, nº 27, 533 kg de la ganadería de Caridad Cobaleda. Silence après avis.
- Alternative : 22 septembre 1992 à Valladolid. Parrain Roberto Domínguez,  témoin « Espartaco ». Taureau « Currito », negro, nº 98, 485 kg, de la ganadería de don Joaquin Núñez del Cuvillo. deux oreilles.
- Confirmation  d'alternative à Madrid : 12 mai 1993. Parrain José María José María Manzanares, témoin Fernando Cepeda. Taureau « Rabanero », negro liston, n°83, 538 kg, de la ganadería González Sánchez-Dalp. Silence.
- Confirmation  d'alternative à Mexico : 16 janvier 1994. Parrain Manolo Arruza, témoin Adrián Flores. Taureau « Licenciado », nº 56, 519 kg, de la ganadería San Marcos. Ovation. Habit turquoise et or.
- Réapparition à Valladolid : 9 septembre 2017. Mano a mano avec Enrique Ponce pour commémorer ses vingt-cinq ans d'alternative.